# 무동춤
무동춤이란 걸립패·남사당패·답교놀이·농악 등에서 추는 춤이다. 거의가 나이 어린 소년을 뽑아 여장(女裝)을 시켜 남자의 어깨 위에 올라서서 춤을 추는 것으로, 춤 가락은 양주산대(楊州山臺) 놀이의 소무(小巫)의 가락인 자라춤을 많이 사용한다. 